# 笹川平和財団
公益財団法人笹川平和財団（ささかわへいわざいだん、英：The Sasakawa Peace Foundation）は、日本の財団法人。日本船舶振興会（現・日本財団）及びモーターボート競走業界の支援により、1986年9月1日に設立された。

## 概要
日本船舶振興会（のちの日本財団）創立者である笹川良一の『人類みな兄弟』の精神を体現する団体であり、国際理解、国際交流及び国際協力の推進を目的として設立された。人間活動により顕在化した地球上の自然的・社会的環境の変化に対応するとともに、複層的で複雑化が進展している人間社会の健全で持続可能な発展を図るため、民間の自由な発想と手法により、調査研究活動、政策提言、国際的な連携・交流等を推進し、海と陸からなる地球上の人間社会の新しい統治システムの形成を図り、もって人類の福祉と人間社会の健全な発展に寄与することを目的としている。
2015年4月1日、一般財団法人シップ・アンド・オーシャン財団（通称：海洋政策研究財団）を吸収合併し、総資産額およそ1426億円の日本最大規模の公益財団法人となった。合併後の新財団の正式名称は引き続き「公益財団法人笹川平和財団」を使用し、海洋政策研究財団の権利義務すべてを承継している。合併後のミッションは、人間活動により顕在化した地球上の自然的・社会的環境の変化に対応するとともに、複層的で複雑化が進展している人間社会の健全で持続可能な発展を図るため、民間の自由な発想と手法により、調査研究活動、政策提言、国際的な連携・交流等を推進し、海と陸からなる地球上の人間社会の新しい統治システムの形成を図り、もって人類の福祉と人間社会の健全な発展に寄与することを目的としている。本部所在地は東京港区の笹川平和財団ビル。同ビルは旧海洋船舶ビルを建直したもので、2015年10月1日の竣工式に先立って移転が行われた。

### 事業概要
設立後、個々の問題領域からアプローチを行う一般事業及び米国との交流事業に加えて、特定地域間との交流を目的とした4つの基金（笹川太平洋島嶼国基金、笹川日中友好基金、笹川中東イスラム基金、笹川汎アジア基金）を順次設置し、事業を展開。2015年4月には前述のとおりシップ・アンド・オーシャン財団と合併し、海洋政策の研究、政策提言、情報発信等を行うシンクタンクとして海洋政策研究所を設置した。2017年4月より、5つの重点目標を定め、海洋政策研究所を除く事業部門の組織を3つの事業ユニットに改編。より効率的・効果的な予算配分を実現するため、従来の事業基金を一つに統合した。同年、東南アジア地域の女性起業家を支援する目的のためアジア女性インパクト基金を設置。2018年には、国連の経済社会理事会（ECOSOC）のNGO特別協議資格を取得した。重点目標は、(1)日米関係のさらなる強化 (2)アジアにおける日本の役割拡大 (3)イスラム諸国の理解と関係強化 (4)海洋ガバナンスの確立 (5)女性のエンパワーメント。

## 沿革
- 1986年（昭和61年）‐ 笹川平和財団設立。初代会長には田淵節也が就任。
- 1987年（昭和62年）- 名誉会長に笹川良一が就任。
- 1989年（平成元年）
  - 太平洋島嶼国会議における笹川良一の提唱を契機とし、笹川太平洋島嶼国基金を設立。
  - 日中両国の永久平和と相互理解の促進を目的とする笹川日中友好基金を設立
- 1992年（平成4年）- カンボジア、ラオス、ミャンマー、ベトナムの4カ国への支援を中心とする笹川南東アジア協力基金を設立。
- 2002年（平成14年）笹川南東アジア協力基金を笹川汎アジア基金に改称し、対象地域をアジア全域に拡大
- 2008年（平成20年）- 初代会長・田淵節也の逝去に伴い、副会長であった羽生次郎が会長に就任[10]。
- 2009年（平成21年）- 笹川中欧基金に代わる笹川中東イスラム基金を設置。
- 2011年（平成23年）- 公益法人制度改革により公益財団法人へ移行。
- 2015年（平成27年）- 一般財団法人シップ・アンド・オーシャン財団と合併。海洋政策研究財団は海洋政策研究所として活動を開始[11]。
- 2016年（平成28年）- 名誉会長に笹川陽平が就任。また12月には羽生会長が退任し、理事長を務めていた田中伸男が会長に就任[12]。
- 2017年（平成29年）- 5つの重点目標を設定。アジア女性インパクト基金および笹川事業基金を設置。
- 2018年（平成30年）- 国際連合経済社会理事会のNGO特別協議資格を取得、国連の会議の場で意見を表明できる団体となった。
- 2020年（令和2年）- 田中会長が退任。常務理事であった角南篤が理事長（代表理事）に就任[13]。会長は空位。

## 財団関係者一覧
括弧内は在籍当時の代表的な役職を示し、ハイフン以降は現職・元職問わずその他の代表的な役職を示す。
- 渡部恒雄（上席研究員）
- 小原凡司（上席フェロー）
- 田中弥生（元 研究員） - 大学評価・学位授与機構研究開発部教授、会計検査院長
- ラウ・シンイー（元 上席研究員）- 麗澤大学大学院経済学研究科教授
- 山本忠通（元 客員研究員） - 元国連事務次長

## 特筆事項
- 2013年に戦略国際問題研究所（CSIS）と共同で、日米の著名な政策立案者と研究者から成る「日米安全保障研究会」を設置した。日本からは会長の羽生次郎、参与の山口昇のほか、折木良一前統合幕僚長、加藤良三元在米特命全権大使、田波耕治元大蔵事務次官らが参画している[14]。

## 海洋政策研究財団
海洋政策研究財団（かいようせいさくけんきゅうざいだん、英:Ocean Policy Research Foundation）は日本の海洋政策や海洋安全保障の研究を行うとともに、造船関係技術、海洋環境技術に関する研究開発を行っていたシンクタンク。正式名称は一般財団法人シップ・アンド・オーシャン財団。海洋政策研究財団は通称として使用していた。元国土交通省所管。2015年3月31日解散。
- 法人名　　一般財団法人シップ・アンド・オーシャン財団
- 通称名　　海洋政策研究財団
- 代表　　　 今　義男
- 住所　　 　〒105-0001　東京都港区虎ノ門三丁目4番10号

### 事業概要
- 海洋政策に関する研究・提言
- 沿岸域総合管理に関する研究
- 安全保障に関する研究
- 海洋教育に関する研究
- 海事・海技に関する研究
- 国際交流・人材育成の推進

### 沿革
- 1975年（昭和50年）- 日本船舶振興会（現・日本財団）が財団法人日本造船振興財団として設立。
- 1976年（昭和51年）- 中小造船業及び造船関連工業の経営指導事業として、経営診断、技術診断、経営者セミナーを開始。
- 1977年（昭和52年）- 公益法人等に対する業務資金の貸付事業を開始。
- 1980年（昭和55年）- 海洋油濁防止及び海洋環境技術に関する研究事業を開始。
- 1981年（昭和56年）- 造船技術及びこれに関連する技術の研究開発事業を開始。
- 1983年（昭和58年）- 造船及びこれに関連する運輸の分野における国際交流・国際協調等推進事業を開始。
- 1989年（平成元年）- 造船業CIM（Computer Integrated Manufacturing）の開発に関する事業を開始。
- 1990年（平成2年）‐ 財団法人シップ・アンド・オーシャン財団に改称。
- 1991年（平成3年）- 世界初の超電導電磁推進船「ヤマト1」が完成。神戸港での航行実験に成功。
- 1993年（平成5年）- 国際共同研究プロジェクトINSROP北極海航路開発研究事業を開始。
- 2000年（平成12年）‐ 海洋シンクタンク事業を開始。
  - 研究者交流ネットワークの構築
  - 社会的提言のための調査研究
  - 海洋調査研究国際協力
- 2000年（平成12年）‐ Ship & Ocean Newsletterを創刊。
- 2001年（平成13年）- 世界海事大学支援業務を開始（東京財団より継承）。
- 2002年（平成14年）- SOF海洋政策研究所を設置。
  - 閉鎖性海湾の健康診断に関する調査研究（海の健康診断）
  - 海洋及び沿岸域のゴミ問題に関する調査研究
  - 海洋の安全保障に関する調査研究
- 2002年（平成14年）- 第1回海洋フォーラム開催。
- 2004年（平成16年）- 海洋白書 2004 創刊号を刊行。
- 2005年（平成17年）
  - 海洋政策研究財団として活動を開始。
  - 「21世紀の海洋政策への提言」とりまとめ。
- 2006年（平成18年）
  - 「海洋基本法研究会」の事務局活動を開始。
  - 同研究会にて「海洋政策大綱」「海洋基本法案の概要」とりまとめ。
- 2008年（平成20年）-「国連経済社会理事会」の特別協議資格を正式取得。
- 2015年（平成27年）- 日本財団グループである笹川平和財団と合併。海洋政策研究所として活動を開始[11]。